# Patricio Antonio Luiz da Silva Manso
Pour les articles homonymes, voir Manso (homonymie).
 (février 2017).
Si vous disposez d'ouvrages ou d'articles de référence ou si vous connaissez des sites web de qualité traitant du thème abordé ici, merci de compléter l'article en donnant les références utiles à sa vérifiabilité et en les liant à la section « Notes et références ».
Patricio Antonio Luiz da Silva Manso (1788-1848) est un chirurgien et botaniste brésilien.
L'empereur Pierre Ier autorisa en 1825 la création du jardin botanique de Cuiabá dont il le nomma directeur.
En mai 1834, il prit la tête de l'insurrection en faveur de davantage de droits pour les indigènes.